# Takräcke

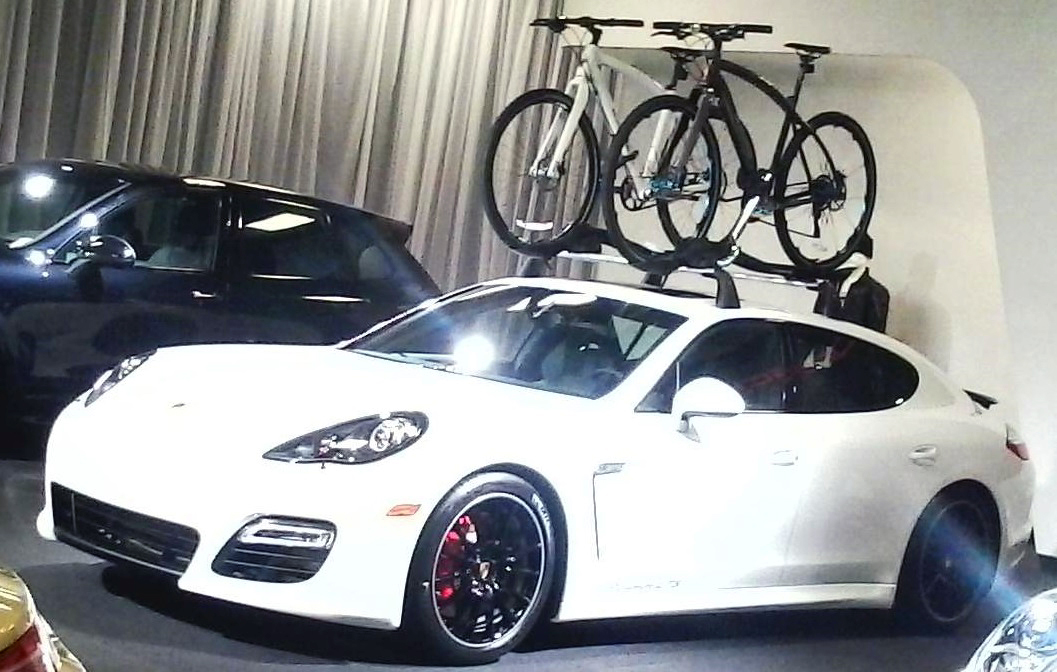
Porsche Panamera med två cyklar på ett löstagbart takräcke

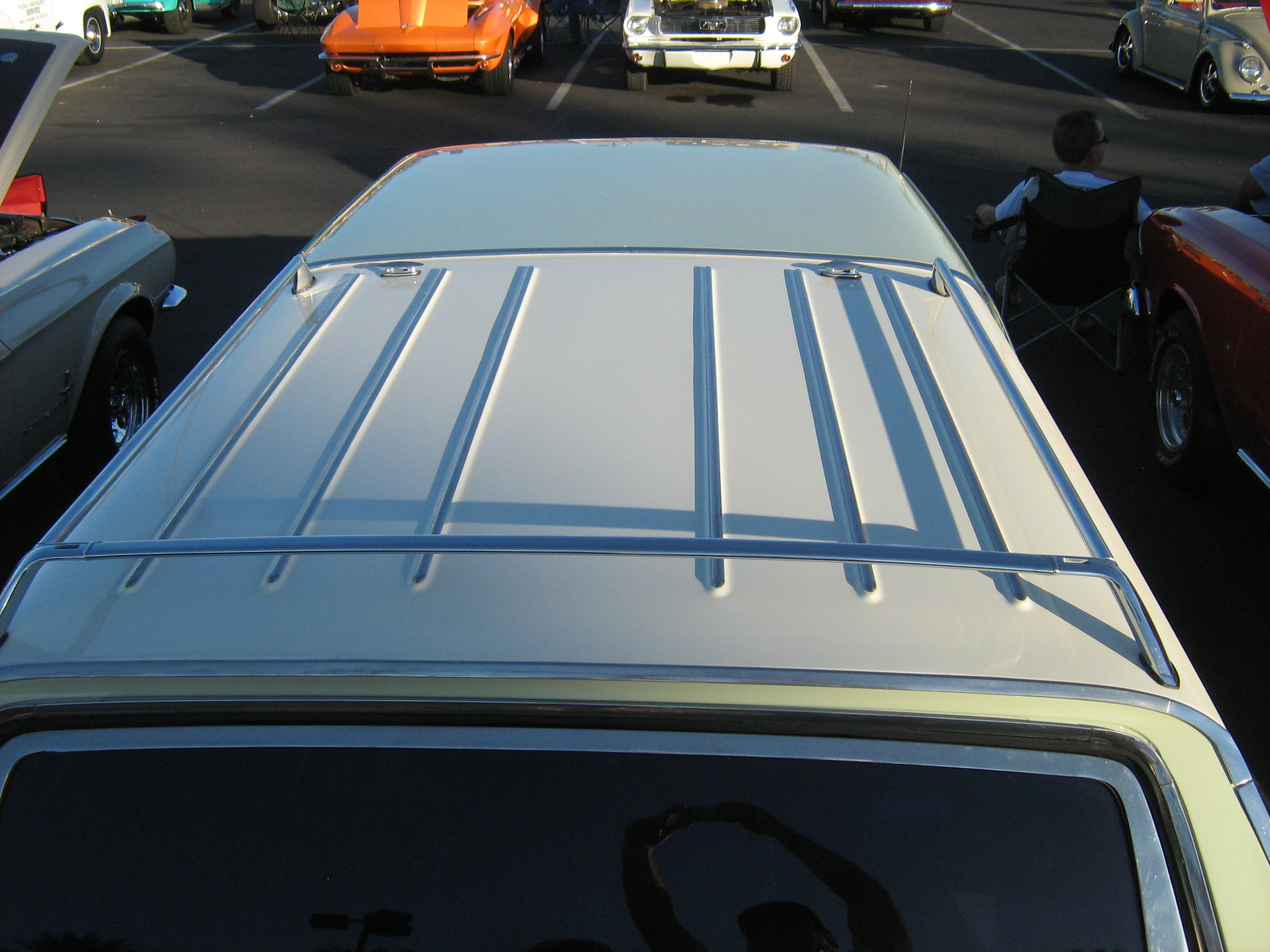
Fast installerat takräcke på en AMC Ambassador.

Ett takräcke är en lasthållare monterad på taket på en bil i avsikt att transportera skrymmande bagage, till exempel cyklar, kanoter, skidor eller takboxar. Takräcken kan antingen vara fast installerade på bilen eller vara löstagbara. På ett takräcke kan även andra lastbärare fästas, som takboxar, cykelhållare eller skidhållare.

## Källa
- takräcke.se